# Güiro
El güiro es un instrumento de percusión. Está clasificado dentro de la división de los idiófonos (que suenan por sí mismos, sin cuerdas ni parches), en la rama de raspadores. Los güiros tradicionales provienen del calabazo seco, igual que la cabasa y las maracas que se construían con este fruto.
Este instrumento musical es típico de varios países de América Latina tales como Ecuador, Brasil, Colombia, República Dominicana, Panamá, México, Perú, Cuba, Puerto Rico y Venezuela. Se utiliza como instrumento de acompañamiento. Existen antecedentes de este instrumento en sitios arqueológicos en México, donde se han encontrado raspadores frutales.

## Etimología
La denominación güiro es un indigenismo proveniente de la familia lingüística arahuaca, hablada en la época colonial en el norte de Suramérica y el Caribe. La güira se refería al árbol tropical y su fruto era denominado güiro.
Dependiendo del país es designado con otros nombres como carrasca o güiro en Colombia, güícharo en Puerto Rico, güira en República Dominicana, reco-reco en Brasil y churuca en Panamá.

## Características y uso
El güiro es un instrumento musical muy simple construido originalmente en el cuello de una calabaza gruesa, generalmente de una Lagenaria siceraria de cabeza alargada a la que se acanala para que funcione como raspador. El sonido se ejecuta raspando con un palillo o baqueta metálica la superficie rugosa o ranurada con mayor o menor velocidad obteniendo así la emisión de diferentes sonidos.
Existen diferentes tipos de güiro y usualmente se utilizan como acompañamiento en ritmos típicos centroamericanos, en la música del Caribe e incluso en las cumbias suramericanas.

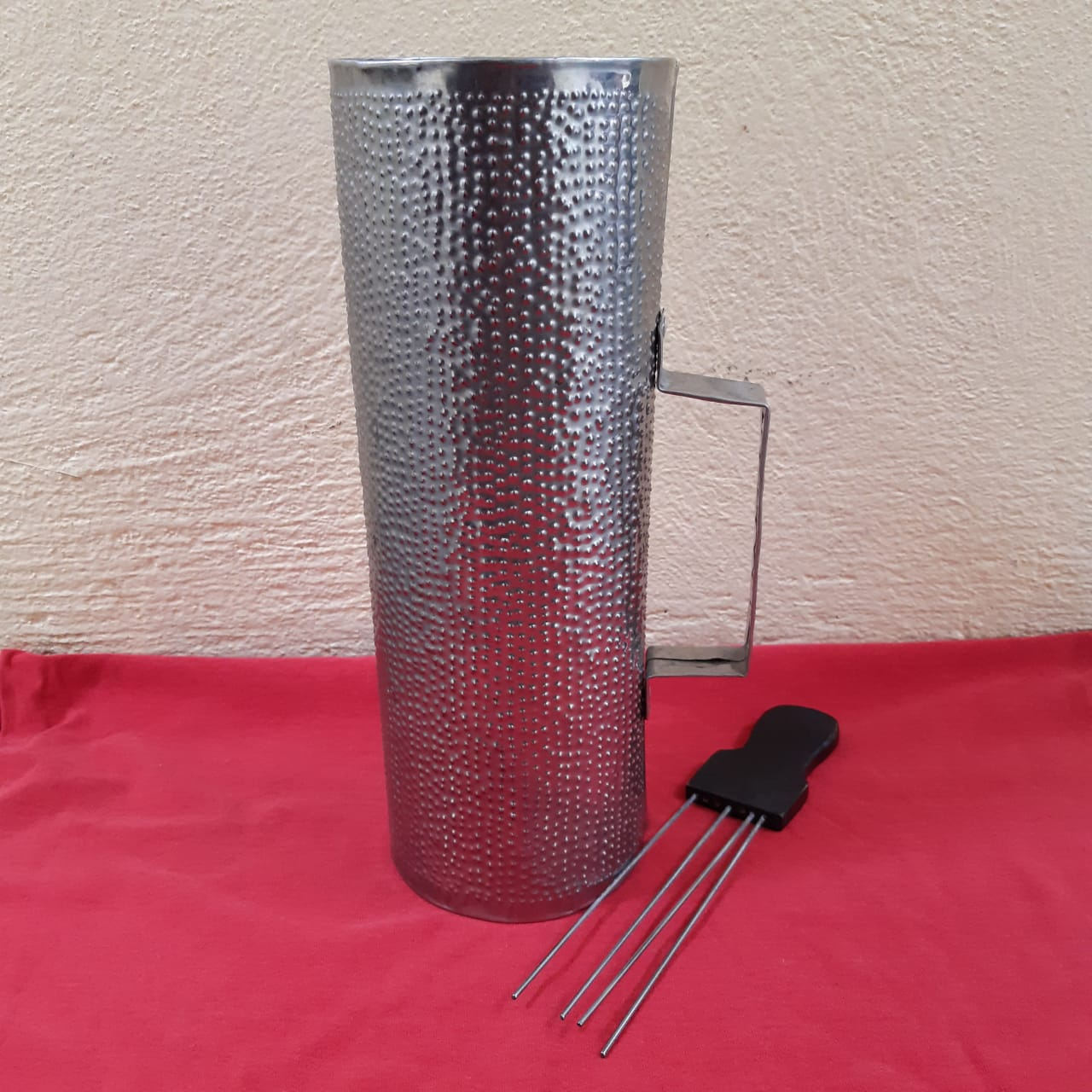
Güiro metálico o güira, instrumento propio de la República Dominicana.

## Carrasca colombiana
También denominada güiro grande o calabaza, deriva su nombre del fruto seco del calabazo del cual se elabora, al cual se le graban ranuras que al ser raspadas con algún elemento producen el sonido.

## Güícharo
El güícharo o güiro puertorriqueño es un cuerpo hueco alargado (generalmente de madera o calabaza seca). Su superficie ranurada en paralelo se raspa con un tipo de peine o tenedor. Se aguanta en la mano izquierda con el dedo gordo dentro de la apertura en la parte atrás. Con la mano derecha se sostiene el peine usado para rasparlo rítmicamente.

## Güiro cubano
El güiro de salsa o güiro cubano se trata de una cáscara de una calabaza con ranuras en paralelo sobre su superficie. Se aguanta en la mano izquierda, utilizando la mano derecha para raspar la superficie con un palito.
El güiro cubano es más "gordo" que el güiro puertorriqueño y es el estándar en la música de salsa latinoamericana. Los güiros de salsa modernos se hacen de madera, plástico o fibra de vidrio.

## Churuca panameña
La churuca  se fabrica de una cucurbitácea ovalada llamada tula o churuca (calabaza), a la cual se le extrae la masa del interior y se le tallan hendiduras paralelas sobre las cuales se pasa raspando una horquilla de alambre. La raspadura produce un ruido seco y penetrante. Este raspador es ampliamente utilizado en Panamá como instrumento rítmico sobresaliente en la música de la cumbia folclórica.

## Galería

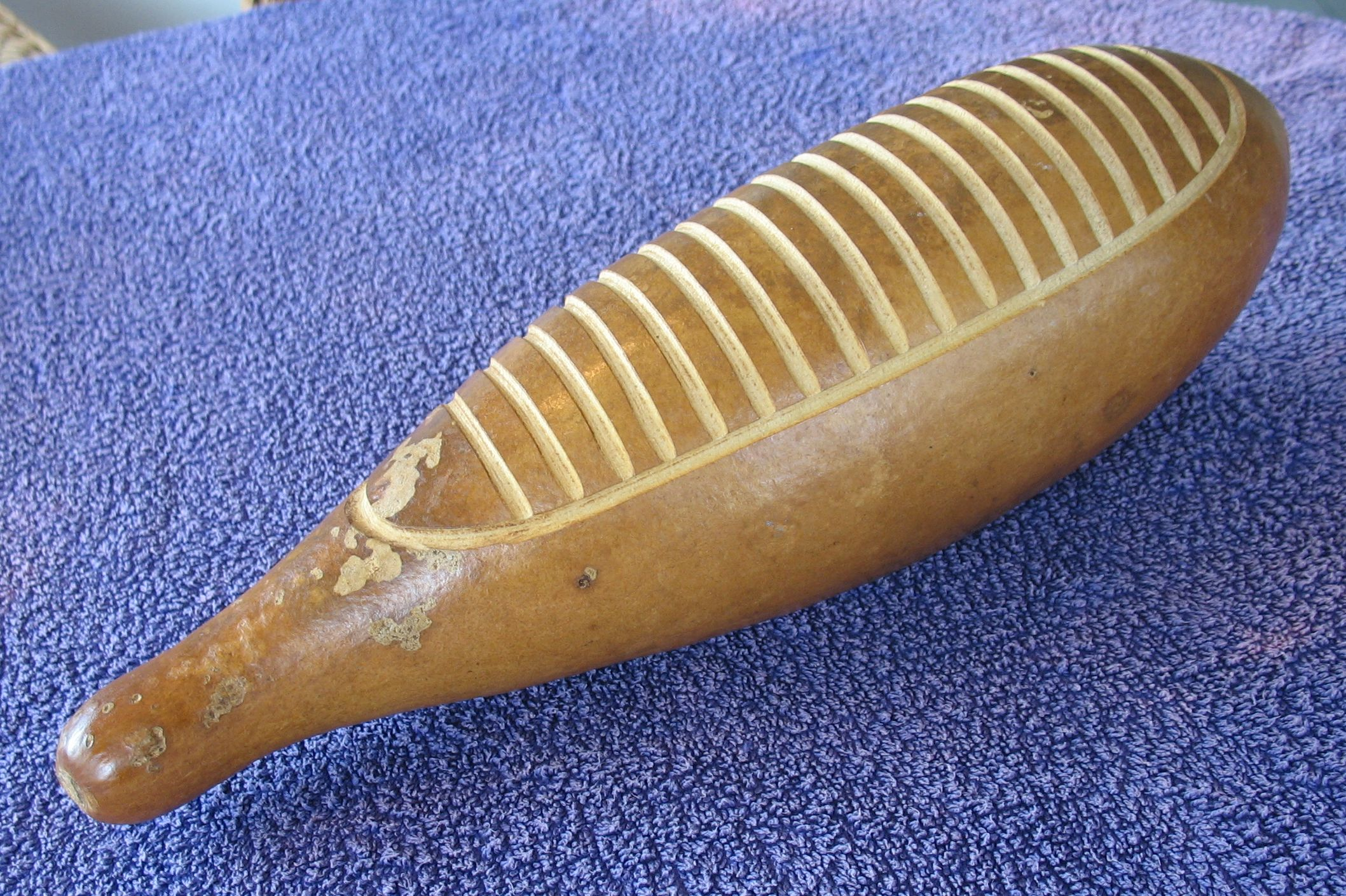
Güiro cubano.
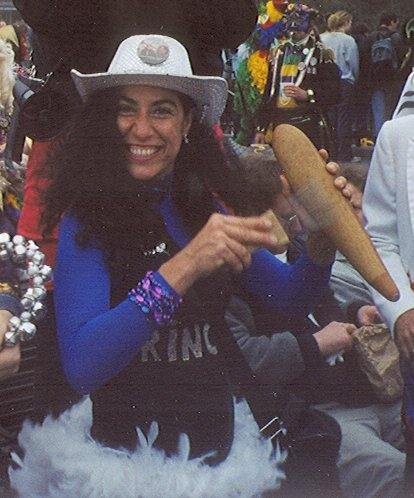
Güiro o güícharo boricua.
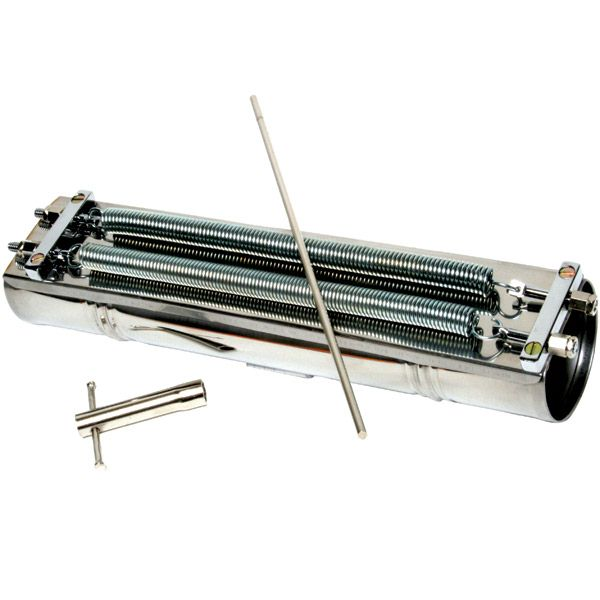
Reco-reco brasileño.
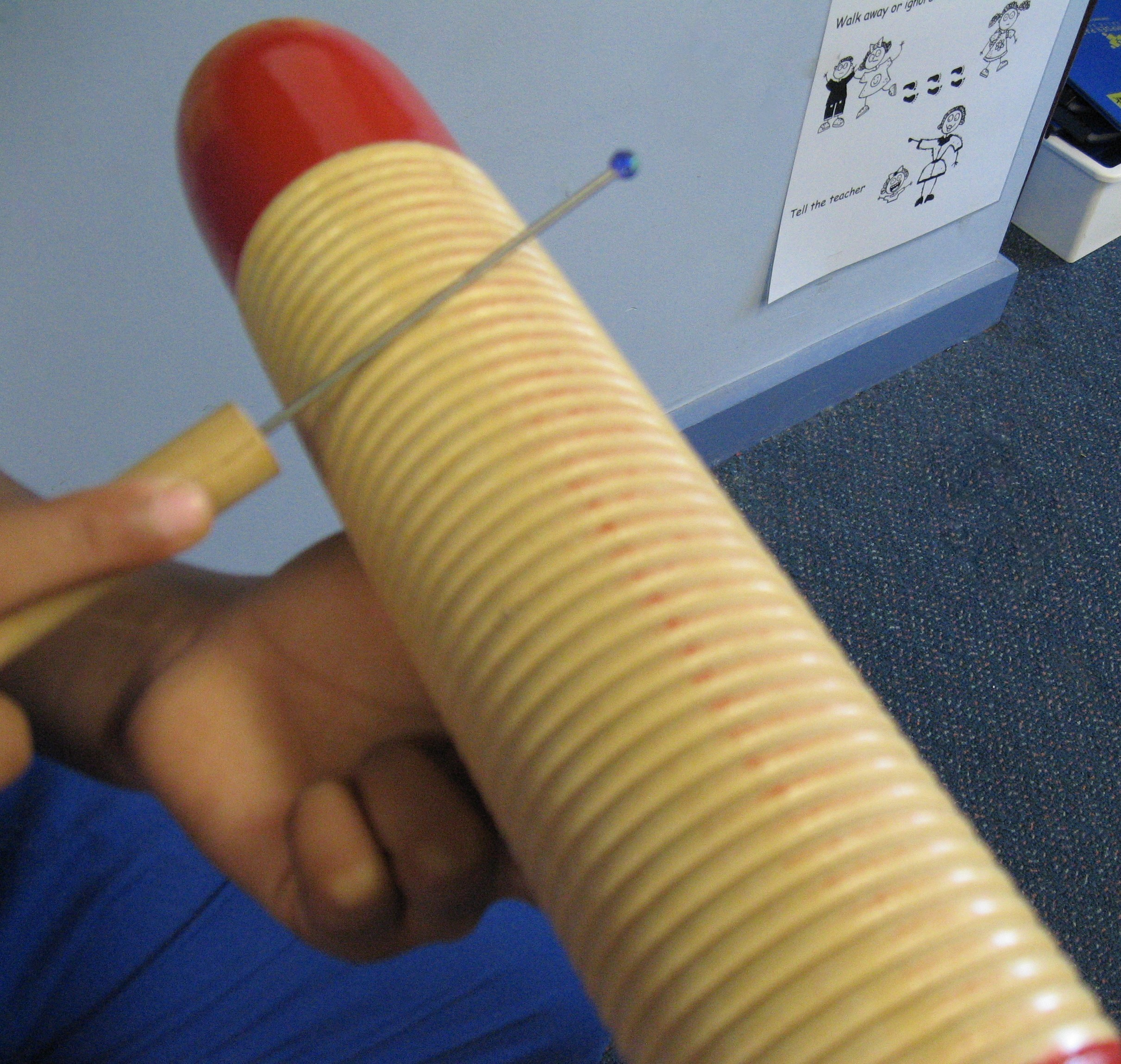
Güiro para niños.
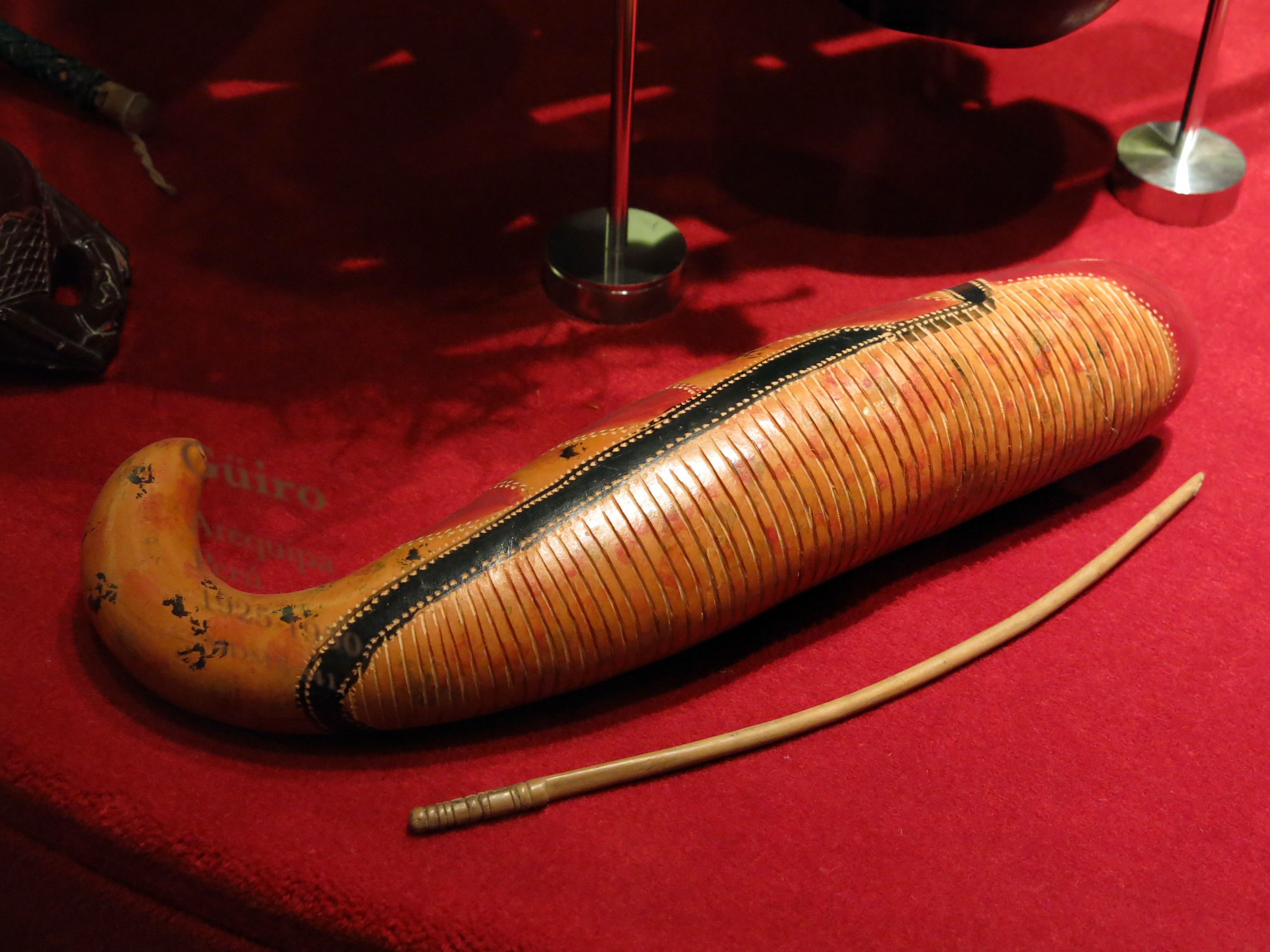
Güiro peruano en el Museo de la Música de Barcelona.
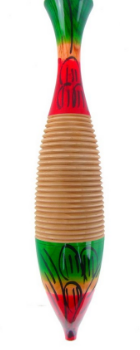
Güiro mexicano.

## Enlaces
- Wikimedia Commons alberga una categoría multimedia sobre Güiro.

- Vídeo que muestra la ejecución básica del güiro

- Datos: Q2237198
- Multimedia: Güiro / Q2237198